# El Siglo de Torreón
El Siglo de Torreón est un journal quotidien régional mexicain basé à Torreón dans la zone métropolitaine de la Laguna (État de Coahuila), fondé en 1922 et toujours publié dans les années 2010.

## Historique
Le premier numéro d'El Siglo de Torreón paraît le 28 février 1922.
En 1993, la section dédiée à Durango devient un journal imprimé indépendant sous le nom de El Siglo de Durango.
Les locaux du journal sont attaqués à deux reprises par des groupes armés en août 2009 et en novembre 2011.
Le 8 février 2013, alors que le journal est menacé depuis plusieurs années par deux cartels de la drogue locaux qui s'affrontent, l'obligeant à s'autocensurer largement à leur sujet, cinq de ses journalistes sont enlevés et demeurent captifs plusieurs heures. Dans les semaines suivantes, des hommes armés ouvrent le feu à trois reprises sur le bâtiment accueillant les locaux du journal et sur des agents de la police fédérale chargés de sa protection.

## Diffusion
Dans les années 2010 (année précise inconnue), El Siglo de Torreón revendique une diffusion quotidienne moyenne de 33 344 exemplaires du lundi au samedi, et de 41 770 exemplaires le dimanche ; il compte alors 8 000 abonnés. En 2017, selon l'entreprise mexicaine MPM (qui met en relation annonceurs et entreprises de presse), le journal a une diffusion moyenne de 32 680 exemplaires en semaine et de 38 410 exemplaires le dimanche.
Selon le Comité pour la protection des journalistes, El Siglo de Torreón est en 2013 le quotidien le plus diffusé dans la région.